# Laura Borràs
Laura Borràs i Castanyer (Barcelona, 5 de octubre de 1970) es una política y filóloga española, especializada en teoría de la literatura y literatura comparada, consejera de Cultura de la Generalidad de Cataluña entre 2018 y 2019 y presidenta del Parlamento de Cataluña desde el 12 de marzo de 2021 hasta el 28 de julio de 2022, día en el cual fue suspendida como diputada, como consecuencia de su imputación por prevaricación y falsedad documental. El 30 de marzo de 2023 fue condenada a cuatro años y medio de prisión con relación al caso de la Institución de las Letras Catalanas.
Es funcionaria del Estado, licenciada en Filología catalana (1993) y doctora en Filología románica (1997) por la Universidad de Barcelona por la tesis Formas de la locura en la Edad Media. Estudio comparativo de textos medievales y representaciones iconográficas (original en español), Premio Extraordinario (1998) de la División de Ciencias Humanas y Sociales de la Universidad de Barcelona[cita requerida]. Entre 2013 y 2018 ejerció como directora de la Institució de les Lletres Catalanes.Fue diputada en el Parlamento de Cataluña entre 2017 y 2019, volviendo a serlo desde marzo de 2021 hasta julio de 2022, cuando fue suspendida como diputada —perdiendo definitivamente esa condición el 1 de junio de 2023—. En el período en el que no fue diputada en el Parlamento de Cataluña, entre 2019 y 2021, lo fue en el Congreso de los Diputados. Es profesora de literatura en la Universidad de Barcelona desde hace 26 años sin interrupción, ni cuando ha ejercido cargos políticos.

## Biografía

### Etapa académica
Desde 1995 es profesora en la Universidad de Barcelona, donde enseña teoría de la literatura y literatura comparada; además, es profesora del máster de Formación del Profesorado del Departamento de Didáctica de Lengua y Literatura. Desde 2007 es la directora académica del máster en Literatura en la era digital de la Universidad de Barcelona y el Grup 62. Se ha especializado en la difusión de la literatura en entornos digitales.
Ha sido galardonada por su trayectoria con la Distinción de Joven Investigador de la Generalidad de Cataluña (2001-2005) y desde 2000 dirige el grupo de investigación Hermeneia, que estudia las conexiones entre los estudios literarios y las tecnologías digitales y está formado por profesores de varias universidades europeas y americanas. Es miembro del Internacional Advisory Board del Electronic Literature Organization (ELO), miembro y profesora del Programa de Doctorado Europeo Cultural Studies in Literary Interzones, Erasmus Mundus Joint Doctorate (EMJD/University of Bergamo), de Erasmus Intensive Program on European Digital Literatures que coordina la Universidad de París 8, así como miembro del jurado del Premio Sant Jordi de novela, del Premio Ramon Llull y del Premio de Honor de las Letras Catalanas. En 2012 fue nombrada Comisaria del Centenario Sales, Calders, Tísner por la Generalidad de Cataluña y por el Ayuntamiento de Barcelona. Fue profesora visitante en la Universidad de Kingston en Londres durante el período 2010-2012.
Ha colaborado con diversos medios de comunicación: como columnista del Ara; en Els matins de TV3, como tertuliana (2006-2009) y en una sección de libros, y en Catalunya Ràdio.

### Etapa de gestión pública y vida política
El 2013 fue nombrada directora de la Institución de las Letras Catalanas. Como directora, su misión fue difundir el patrimonio literario catalán, con el objetivo de encontrar espacios no habituales para la literatura. En 2017 coordinó el 80.º aniversario de la institución.  
En 2017 formó parte de la candidatura de Junts per Catalunya a las elecciones al Parlamento de Cataluña de 2017 como número 5 —independiente— en la circunscripción de Barcelona donde fue elegida diputada en la XII legislatura.
En mayo de 2018 fue nombrada consejera de cultura del gobierno de Quim Torra. Mantuvo el cargo hasta marzo de 2019, cuando fue designada para presentarse a las elecciones generales españolas de 2019. Mariàngela Vilallonga la sustituyó como nueva consejera.
En julio de 2018, la jueza del juzgado número 9 de Barcelona Silvia López Mejías inicia una investigación sobre presuntos delitos acerca de la adjudicación de varios contratos cuando Borràs dirigía la Institución de las Letras Catalanas. Los Mozos de Escuadra concluyeron que no había indicios de delito ni de irregularidad alguna. A pesar de ello, la investigación ha seguido abierta, cambiando de tribunal en función de la situación de Borràs como aforada. El abogado Gonzalo Boye ha denunciado el carácter prospectivo de esta causa judicial.
En 2020 se funda el partido Junts per Catalunya, al cual se afilia Laura Borràs, y los militantes y simpatizantes del partido la eligen en las primarias, con casi el 80% de los votos, como candidata a la Presidencia de la Generalidad de cara a las elecciones al Parlamento de Cataluña de 2021.
El 12 de marzo de 2021 fue investida Presidenta del Parlamento de Cataluña con los votos de Junts y ERC. Ejerce el cargo como decimosexta presidenta de la institución recuperada tras la dictadura y es la tercera mujer que dirige la cámara, tras Núria de Gispert y Carme Forcadell.
El 20 de octubre de 2021 se abrió un procesamiento judicial en su contra ante el Tribunal Superior de Justicia de Cataluña (TSJC) por supuestos delitos de corrupción, en concreto por malversación, prevaricación, fraude y falsedad documental, tras fraccionar dieciocho contratos por valor de 300.000 euros para beneficiar a su amigo informático Isaías H. entre 2013 y 2018, cuando dirigía la Institución de las Letras Catalanas (ILC).
En junio de 2022 es elegida presidenta de Junts per Catalunya.

## Condena
El TSJC la investigó por los delitos de falsedad en documento oficial y prevaricación administrativa, al presuntamente favorecer a la Institución de las Letras Catalanas. Su condena fue hecha pública el 30 de marzo del 2023, con una pena de prisión de 4 años y medio y 13 años de inhabilitación. El propio TSJC consideró la pena excesiva, y solicitó en su sentencia el indulto parcial al Gobierno de España para rebajar su condena a dos años, ya que así no entraría en prisión.

## Obra publicada
- El poder transformador de la lectura, Laura Borràs i Castanyer. Ara Llibres, 2020. ISBN 978-84-17804-36-7.
- La poesia és residual (Lliçons inaugurals de la Facultat de Lletres de la UdG), Laura Borràs i Castanyer. Documenta Universitaria, 2016. ISBN 978-84-9984-344-5.
- Llibre de les bèsties, Laura Borràs i Castanyer. Grup Promotor, 2015. ISBN 978-84-9047-680-2.
- L'última lliçó. Parlaments polítics i acadèmics (Biblioteca Universal Empúries), Joan Solà. Editorial Empúries, 2011. ISBN 978-84-9787-681-0.

- Laura Borràs (ed.), Under construction: Literatures digitals i aproximacions teòriques, UIB, (2013).
- Laura Borràs, Dos amants com nosaltres, Ara Llibres (2012).
- Laura Borràs, Territorio hipertextual: lectura y enseñanza 2.0 en Leer hipertextos, Antonio Mendoza (coord); Octaedro (2012).
- Laura Borràs, Per què llegir els clàssics avui, Ara Llibres (2011).
- Laura Borràs i Raffaele Pinto (eds.), Las metamorfosis del deseo. Seminario UB de Psicoanálisis, Literatura y Cine (I), Sehen, 2011.
- Leer literatura (en) digital: una historia de re-mediaciones, desplazamientos y contaminaciones, Arizona Jounal of Hispanic Cultural Studies (AJHCS), núm. 14, 2010.
- Literatura Digital 2010. La Incubadora, Quimera, núm. 325, diciembre de 2010.
- Libros informáticos, libros posinformáticos: formas de lo literario en la era digital. Muestra de tecnologías literarias catalanas contemporáneas, artículo a la revista de la UNAM “Versión (enlace roto disponible en Internet Archive; véase el historial, la primera versión y la última).”, otoño 2009, pp. 49-76.
- Literatura i tecnologia. Ha perdut els papers, la literatura?, en Mercê Picornell & Margalida Pons (eds.),Literatura i cultura: aproximacions comparatistes, 2009, pp. 165-187.
- Ciberteatro. Posibilidades dramatúrgicas en la era digital, en Carmen Becerra (ed.), Lecturas: Imágenes. Cine y Teatro, Editorial Academia del Hispanismo, 2009, pp. 33-46.
- La germana, l'estrangera: continuïtats i ruptures en Maria Mercè Marçal en “Reduccions”, març de 2008, núm. 89-90, pp. 241-261.
- L'eròtica de la lectura, AA.VV. L'escriptura i el llibre en l'era digital, Barcelona, KRTU - Generalidad de Cataluña, 2006, pp. 194-212. ISBN 84-393-7052-0
- Més Enllà de la Raó (Quaderns Crema,1999). ISBN 9788477272878